# Zatoczek pospolity
Zatoczek pospolity (Planorbis planorbis) – palearktyczny gatunek ślimaka słodkowodnego z rodziny zatoczkowatych (Planorbidae). Występuje w wodach różnego typu, bogatych w roślinność, ale preferuje zbiorniki z wodą stojącą lub wolno płynącą. Spotykany jest także w zbiornikach okresowo wysychających. W Polsce jest szeroko rozprzestrzeniony i pospolity.
Muszla ma rozmiary 3–5 x 11–15 mm. 
Jest żywicielem pośrednim przywry jeleniej (Paramphistomum cervi).